# Rassenunruhen in den Vereinigten Staaten

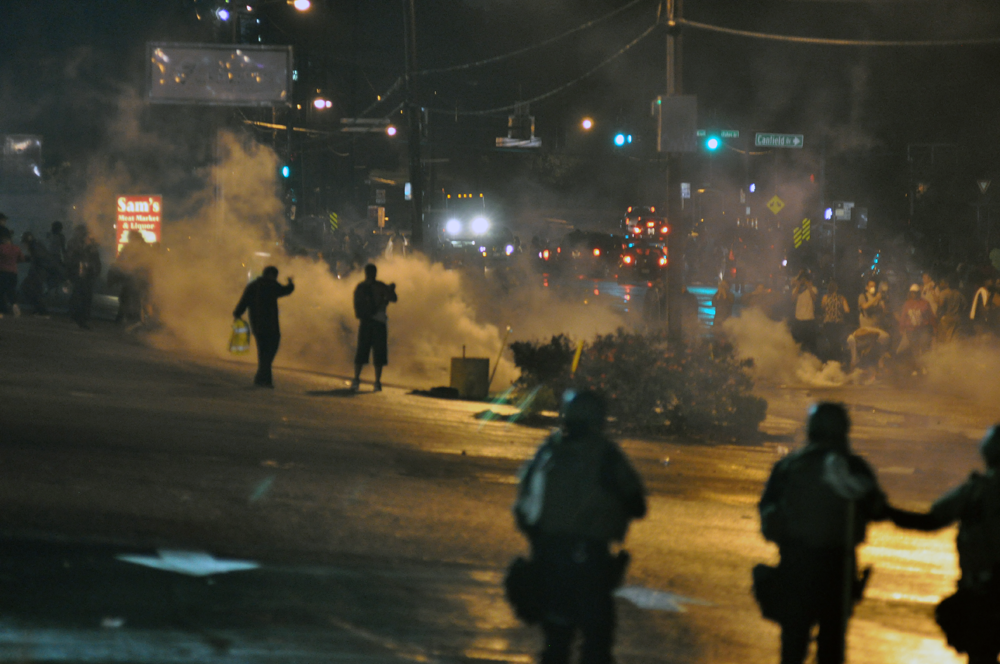
Unruhen in Ferguson am 17. August 2014

Rassenunruhen in den Vereinigten Staaten (englisch Race Riots) bezieht sich vor allem auf Konflikte zwischen Afroamerikanern und Amerikanern europäischer Abstammung; sie sind seit dem Ende des amerikanischen Bürgerkriegs zu verzeichnen, zuvor meist als Sklavenaufstand. Der Begriff Rassenunruhe bezieht sich jedoch auch auf Angriffe auf Sinoamerikaner, Deutschamerikaner, Mexikaner und andere Hispanoamerikaner, Indianer, irische Katholiken, Italoamerikaner und andere Einwanderer.

## Begriff
Ursprünglich war der Begriff der Race Riots ein euphemisierender Ausdruck für pogromartige Überfälle weißer Bevölkerungsanteile auf schwarze Mitbürger, beispielsweise die Draft Riots in New York im Juli 1863. Die dortigen irischen und deutschen Einwanderer weigerten sich, der Wehrpflicht für den Sezessionskrieg Folge zu leisten. Sie wollten nicht für die Befreiung schwarzer Sklaven kämpfen, da sie befürchteten, diese könnten ihnen später die Arbeitsplätze wegnehmen. Im Zuge dieser Rassenunruhen wurden wahllos afroamerikanische Bürger ermordet und ein Waisenhaus für schwarze Kinder niedergebrannt.
Die Historikerin Elizabeth Hinton machte 2021 in ihrem Buch America on Fire geltend, dass die Bezeichnung „Unruhe“ (riot) für die Ereignisse der 1960er Jahre bis heute wie zum Beispiel für den Watts-Aufruhr, die Unruhen in Detroit 1967, Los Angeles 1992 oder in Ferguson 2014 und Minneapolis 2020 falsch sei. Es handelte sich vielmehr um Rebellionen gegen Polizeigewalt und diskriminierende Polizeipraktiken, die Masseninhaftierung von Afroamerikanern und Rassismus. Hinton erinnert daran, dass historisch gesehen bei früheren „Unruhen“ wie zum Beispiel dem Massaker von Tulsa oder im Roten Sommer von 1919 die Gewalt von Weißen ausgegangen sei, oft mit Unterstützung staatlicher Stellen. Erst als die „Unruhe“-Stifter Afroamerikaner gewesen seien, hätten Politik und Medien die Ereignisse als kriminelle Akte sinnloser Gewalt dargestellt.

## Geschichte
Die folgenden Rassenunruhen fanden vornehmlich in den Südstaaten statt, wo man sich gegen „Yankee-Besatzer“ und „Negerherrschaft“ wehren wollte. Im Juli 1866 griffen schwerbewaffnete weiße Demokraten mit Unterstützung der örtlichen Polizei eine gemischtrassige Zusammenkunft von Republikanern in New Orleans an. Dabei starben mindestens 38 Menschen.
1906 provozierten Gerüchte über angebliche Vergewaltigungen weißer Frauen das Massaker von Atlanta. Im Laufe der Unruhen starben laut dem Historiker David F. Krugler 32 Afroamerikaner. Nach diesen Vorfällen, die „schwarzen Unholden“ zur Last gelegt wurden, verlagerten sich die Rassenunruhen wieder in die Nordstaaten: Weil viele Afroamerikaner in der Great Migration auf Arbeitssuche aus dem agrarisch geprägten Süden in die Industriestädte des Nordens wanderten, kam es immer wieder zu Übergriffen Weißer auf Schwarze.
In East St. Louis überfielen im Juli 1917 weiße Arbeiter die ortsansässige schwarze Bevölkerung, nachdem ein lokales Aluminiumwerk schwarze Streikbrecher eingestellt hatte. Angestachelt von Gerüchten und Verschwörungstheorien, in denen sich beide Seiten unterstellten, ein Massaker zu planen, brachen schließlich die Unruhen aus. Viele Häuser wurden angezündet, eine große Zahl an Schwarzen flüchtete aus der Stadt, 50 Afroamerikaner starben. Die genaue Zahl der Toten wurde erneut Gegenstand von Verschwörungstheorien, weil Afroamerikaner den Behörden vorwarfen, die wahren Zahlen geheim zu halten.

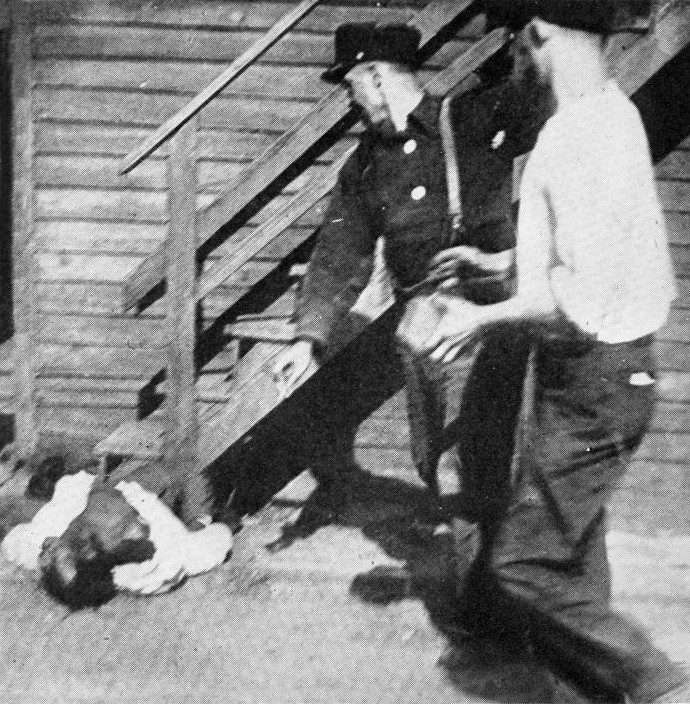
Ein Afroamerikaner wird 1919 in Chicago von Weißen zu Tode gesteinigt.

Ende Juli 1919 fanden in Chicago die schwersten Ausschreitungen des sogenannten Roten Sommers in über 30 Städten statt. Aufgrund eines Vorfalls im Michigansee, bei dem ein afroamerikanischer Jugendlicher ertrank, der vermutlich mit Steinwürfen von einem Strand nur für Weiße vertrieben worden war, attackierten zornige Schwarze einen Polizisten, der tatenlos zugeschaut hatte. Bei den Chicagoer Unruhen kamen 23 Schwarze und 15 Weiße zu Tode. Der Rote Sommer, der in der ohnehin gespannten Atmosphäre der Ersten Roten Angst seinen Lauf nahm, gipfelte Anfang Oktober im Massaker von Elaine im Phillips County (Arkansas), bei dem Zeugen zufolge bis zu 200 afroamerikanische Baumwollpflücker und Pachtbauern getötet wurden, als sie eine Gewerkschaft bilden wollten. Der „Rote Sommer“ wird juristisch und historisch kaum aufgearbeitet.
In den 1920er Jahren setzte sich die Gewalt fort, unter anderem in Rosewood in Florida. 1921 wurde beim Massaker von Tulsa das Schwarzenviertel Greenwood („Black Wallstreet“) völlig zerstört. Durch die Zuwanderung von Afroamerikanern in Großstädte und damit verbundene Ghettoisierung änderten sich zum einen die Beziehungen zu den Weißen, zum anderen verstärkten sich das Gemeinschaftsgefühl sowie das Selbstbewusstsein, was einen gewissen Schutz vor Übergriffen bot. Während der Great Depression kam es zu verhältnismäßig wenigen Rassenunruhen. In Harlem zeigte sich 1935 eine neuartige Form der Ausschreitung mit umgekehrten Vorzeichen, die prototypisch für die Rassenunruhen der 1960er Jahre wurden: Als sich das Gerücht verbreitete, ein Ladendieb sei von einem Polizisten erschossen worden, attackierten schwarze Bewohner Polizisten und Geschäfte, die Weißen gehörten. Im Juni 1943 starben 34 Detroiter, weitere 700 wurden verletzt. In rund 50 weiteren Städten der Vereinigten Staaten kam es zu kleineren und größeren Rassenkrawallen.

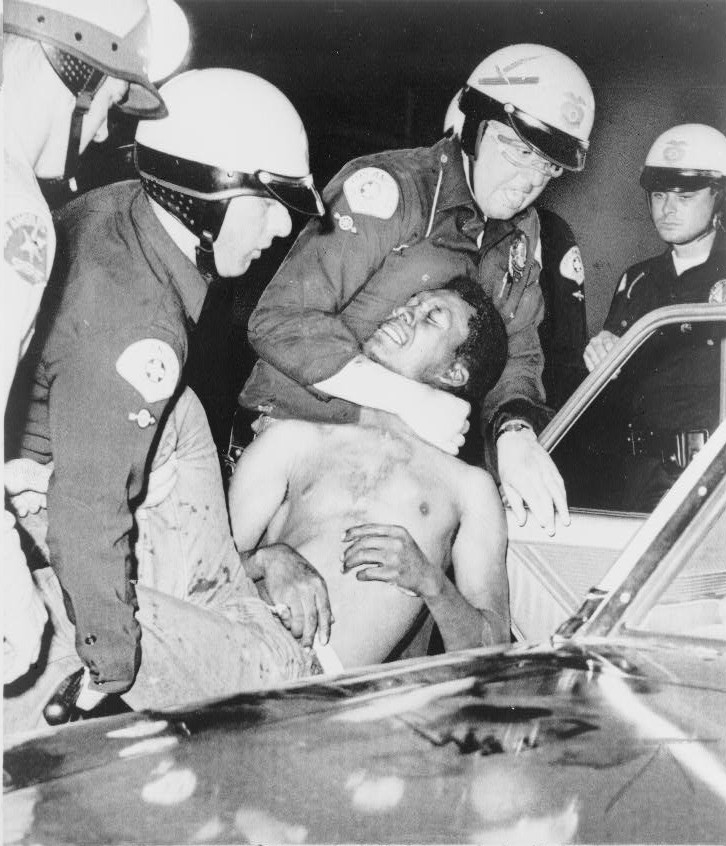
Watts-Aufruhr

Bis in die 1960er Jahre gingen die Rassenunruhen vornehmlich von Weißen aus. Mit den Ghettounruhen änderte sich dies. 1964 kam es in Harlem (New York City) zu Unruhen, 1965 in Watts (Los Angeles). Die folgenden drei Jahre verschonten fast keine Großstadt in den USA. Bei den Unruhen in Detroit 1967, die sich gegen weiße Polizeigewalt richteten, gab es 43 Todesopfer. Nach der Ermordung Martin Luther Kings am 4. April 1968 ereigneten sich in etwa 170 Städten Proteste, vor allem in Baltimore und Washington, D.C.
Im Mai 1980 starben in Miami 18 Menschen bei Rassenunruhen, zwölf Jahre später kamen bei den gewaltsamen Unruhen in Los Angeles 1992 mehr als 50 Personen zu Tode. Danach kam es erstmals 2014 wieder zu Race Riots – in Ferguson (Todesfall Michael Brown) und Baltimore.
Zu Beginn der 2020er Jahre kam es infolge der Tötung von George Floyd landesweit zu Protesten, die sich in einzelnen Städten zu Unruhen entwickelten.

## Andere Rassenunruhen
- 1871: In Los Angeles findet ein Massaker in Chinatown statt, bei dem 18 chinesische Einwanderer sterben.
- 1885: Mindestens 28 chinesische Minenarbeiter werden von europäischen Arbeitern in Rock Springs, Wyoming getötet.
- 1900: Akron-Aufruhr in Akron (Ohio): Bei der Abwehr eines Mobs, der einen afroamerikanischen Beschuldigten lynchen will, erschießt die Stadtpolizei versehentlich zwei Kinder. Der Aufruhr kann nur durch den Einsatz der Nationalgarde des Staates Ohio beendet werden.
- 1902: In New York finden antisemitische Unruhen statt.
- 1907: Während der Bellingham Riots werden 125 Sikharbeiter aus Britisch-Indien aus Bellingham, Washington nach British Columbia vertrieben.
- 1927: In Poughkeepsie, New York kommt es neben den Übergriffen der weißen Bevölkerung auf Schwarze auch zu Attacken auf Puerto-Ricaner, Juden und Griechen.
- 1984: In Lawrence, Massachusetts kommt es zu gewalttätigen Auseinandersetzungen zwischen hispanoamerikanischen Arbeitern und anderen Angehörigen der Unterschicht.